# Tetranchyroderma suecicum
Tetranchyroderma suecicum är en djurart som tillhör fylumet bukhårsdjur, och som beskrevs av Boaden 1960. Tetranchyroderma suecicum ingår i släktet Tetranchyroderma och familjen Thaumastodermatidae. Inga underarter finns listade i Catalogue of Life.